# El dorado (álbum de Aterciopelados)
El Dorado es el segundo álbum de estudio del grupo colombiano Aterciopelados, publicado el 24 de octubre de 1995 en formato casete, vinilo y CD. Fue grabado entre octubre y diciembre de 1994 y producido por Federico López.
Es considerado por la crítica especializada como uno de los discos más importantes y emblemáticos en la historia del rock en español, apareciendo en lo alto de múltiples listados de los mejores álbumes latinos de todos los tiempos. Entre los listados en que ha sido incluido figura el de  Los 250 mejores álbumes de rock iberoamericano de la revista norteamericana Alborde, que lo posicionó en el noveno puesto.
La característica principal de este álbum es la fusión de ritmos propios del folclore colombiano, con variación de sonidos punk, reggae y rock, además de contar con letras y modismos propios de la cultura de su país. El álbum es famoso por tener los éxitos «Florecita rockera», «Candela», «El Dorado», «Colombia conexión», «La estaca» y Bolero falaz.
La aceptación casi inmediata de El Dorado se reflejó a nivel comercial registrando ventas que actualmente superan las 400.000 copias en Colombia y 600.000 a nivel internacional, que lo han posicionado como uno de los más grandes éxitos del rock colombiano en todos los tiempos, llegando a contar con ediciones diferentes para Estados Unidos, México y Argentina.

## Carátula
La carátula original que se tenía diseñada para este álbum contenía material que la casa disquera consideró ofensivo, esta mostraba la imagen de la Virgen Dolorosa con su corazón atravesado por una daga y con el montaje de la cara de Andrea; finalmente se reemplazó por una de los cuatro músicos cubiertos de oro en polvo a la manera de los antiguos indígenas colombianos. Además, en sus inicios, el exitoso sencillo "Bolero Falaz" fue censurado por contener lenguaje obsceno.

## Grabación y recepción
Luego de la positiva experiencia lograda con su primer álbum, Aterciopelados recibió más presupuesto por parte de BMG y se embarcó en la búsqueda de un nuevo y mejorado sonido trabajando con ritmos autóctonos como la cumbia, el bolero, la balada rock y algo del sonido punk presente de su primer LP, esto se logró incorporando a Federico López como productor, quien viajó desde Medellín para las sesiones de grabación que se llevaron a cabo en el legendario estudio Audiovisión en Bogotá, entre octubre y diciembre de 1994.  
En los meses siguientes al lanzamiento, El Dorado ya sonaba con fuerza en emisoras de España, México, Argentina, Venezuela; en Chile lograron ser N.º 1 con "Bolero Falaz" para la cadena de emisoras Radio Rock & Pop y en Ecuador fueron galardonados como Grupo revelación del año. Adicionalmente los videos de "Bolero Falaz", "La Estaca" y "Florecita Rockera" empezaron a circular en MTV Latinoamérica. En 1996 recibirían su primer disco de oro por ventas en Colombia y fueron reconocidos como mejor grupo de rock nacional en los premios ACPE. El éxito comercial fue muy significativo en su primer año, El Doradó logró vender 120.000 copias, todo un récord para cualquier banda de rock en Colombia.

## Álbum
Este disco fue el debut internacional de Aterciopelados; el primer sencillo, «Florecita rockera», cuenta con una fusión de sonidos punk, reggae y balada rock; «Sueños del 95» es una esperanzadora balada rock con un pegajoso coro donde el papel principal está en la voz de Andrea y la guitarra rítmica; por su parte «Candela» es un dinámico tema con una vibrante y poderosa letra que se convertiría en uno de los clásicos más tocados por el grupo; «Bolero falaz», el tercer sencillo del álbum, es,  sin duda, el primer gran éxito de Aterciopelados, canción compuesta en la escala del bolero con una letra profunda que remata en un pegajoso coro, se convertiría con el paso del tiempo en uno de los grandes clásicos del rock en español y latinoamericano, lo anterior le valió el reconocimiento como la mejor canción colombiana por Rolling Stone en 2014 y el portal AutopistaROCK. «No futuro» y «El diablo» son temas que serpentean a través de varias etapas antes de su aceleración final, ya que mantienen el mismo patrón, esto es, una transición brusca entre lo acústico y un dinámico sonido eléctrico que recala en coros.
El tema que da el nombre al álbum «El Dorado» es una clara referencia a la Leyenda de El Dorado recordando los horrores que padecieron los pueblos indígenas a causa de la búsqueda desesperada del legendario tesoro por los conquistadores. «De tripas corazón» es una ambigua declaración de amor obsesivo con un sonido variante entre acústico y punk rock; mientras que «Colombia conexión» fue uno de los primeros tributos del grupo a la tradición y la cultura del país pero a su vez también fue una de las primeras críticas sociales a la cotidianidad colombiana, este tema también se convirtió en un clásico y es muy común que en las interpretaciones en vivo sea precedido por una corta interpretación del bambuco "Soy Colombiano"; luego aparecen canciones de poca difusión como «Las cosas de la vida» un suave vals que cuenta la particular historia de al parecer un joven confundido, hijo de una angustiada familia, y «Pilas!», un punk con una letra que trata sobre la delicada situación que se vivía en la Bogotá de los 90, debido a la "limpieza social" en los barrios marginales. Esta canción es la más clara reminiscencia de los inicios del grupo como Delia y los Aminoácidos. Otro de los éxitos radiales y temas clásicos derivados de este trabajo fue «La estaca», esta canción contiene dos partes, una folclórica, con sonidos propios del vals, y el corrido rematando en cowpunk.
Una de las canciones mejor logradas y con menor difusión fue «Si no se pudo, pues no se pudo», cuya letra consiste en un despecho narrado de forma poética, y con una guitarra arpegiada en acordes oscuros; es una de las canciones más similares a "Bolero Falaz". La composición de batería para este tema fue realizada por Alejandro Duque y significaría la incorporación casi inmediata del legendario baterista pereirano al grupo, «Siervo sin tierra» con un sonido influenciado por los ritmos propios de la región andina está inspirada en las personas víctimas del desplazamiento forzado, mientras que «Errantes», es una historia de amor narrada a manera de mito o leyenda (muy al estilo tradicional) con un poderoso sonido rock, finalmente se incluyó una versión regrabada de "Mujer Gala" primer éxito del grupo.

## Gira el Dorado
La gira promocional del álbum inició en el mes de mayo, siendo teloneros del grupo mexicano Caifanes en una serie de presentaciones en las principales ciudades de Colombia. El éxito fue tal que después de sus presentaciones en el Eje Cafetero no se sabía quién era el telonero y quién el invitado central. Seguidamente participarían en el primer Festival de Rock al Parque y el Festival Rock Caribe 95 en Barranquilla. En Bogotá se grabó una sesión desconectada para la televisión nacional. Este trabajo fue realizado en los estudios Punch, y contó con la producción de Hernán Orjuela. Al cierre de su gira nacional, lograron lleno total en Manizales y Tuluá, alternando con La Zimbabwe de Argentina.
La gira internacional los llevó inicialmente a Lima para promocionar su música en Perú; sus canciones ya se habían hecho muy populares, lo que motivó a las cadenas de televisión del vecino país, Sur, Global y América, a presentar especiales en torno a la música del grupo colombiano. Llegarían después a Ecuador y Bolivia; entre octubre y noviembre de 1995 realizan una gran cantidad de presentaciones en las principales ciudades de México, luego visitarían Chile y cerrarían el año como teloneros de Soda Stereo en La Plata, ante más de 120.000 personas siendo hasta el momento la gira más importante que un grupo de rock colombiano haya realizado en toda la historia.
En el primer trimestre de 1996 alternaron presentaciones en Bogotá y llegarían por primera vez a los Estados Unidos para presentarse con Soda Stereo en Los Ángeles, Chicago, Nueva York, Miami y San Juan de Puerto Rico. en abril visitan de nuevo México, esta vez en solitario, con una aceptable asistencia de espectadores luego de 5 conciertos, en mayo participarían del segundo Festival de Rock al Parque y en junio serían teloneros de Héroes del Silencio en una intensa gira por territorio español.

## Lista de temas
| El Dorado |                                  |                     |          |  |
| N.º       | Título                           | Escritor(es)        | Duración |  |
| 1.        | «Florecita rockera»              | Buitrago            | 3:01     |  |
| 2.        | «Sueños del 95»                  | Echeverri           | 3:12     |  |
| 3.        | «Candela»                        | Buitrago, Echeverri | 2:42     |  |
| 4.        | «Bolero falaz»                   | Buitrago, Echeverri | 3:48     |  |
| 5.        | «No futuro»                      | Buitrago, Echeverri | 3:04     |  |
| 6.        | «El Dorado»                      | Buitrago            | 3:07     |  |
| 7.        | «De tripas corazón»              | Buitrago, Echeverri | 4:54     |  |
| 8.        | «Colombia conexión»              | Buitrago            | 2:05     |  |
| 9.        | «Las cosas de la vida»           | Buitrago            | 2:41     |  |
| 10.       | «Pilas!»                         | Buitrago            | 1:37     |  |
| 11.       | «La estaca»                      | Echeverri           | 2:22     |  |
| 12.       | «El diablo»                      | Buitrago            | 4:31     |  |
| 13.       | «Si no se pudo, pues no se pudo» | Buitrago            | 4:05     |  |
| 14.       | «Siervo sin tierra»              | Buitrago            | 3:11     |  |
| 15.       | «Errantes»                       | Buitrago            | 2:57     |  |
| 16.       | «(Bonus track) Mujer Gala»       | Buitrago, Echeverri | 1:29     |  |
| 52:12     |                                  |                     |          |  |

## Videoclips
- «Florecita rockera»
- «Bolero falaz»
- «La estaca»

## Músicos
- Andrea Echeverri: Voz, guitarra rítmica
- Héctor Buitrago: Bajo, coros
- Andrés Giraldo: Batería
- Charlie Márquez: Guitarra

Músicos colaboradores
- Alejandro Duque: Batería
- Alejandro Gómez-Cáceres: Armónica
- Gilbert Martínez: Percusiones
- Willy Newball: Teclados
- Juan José Virviescas: Maracas, Coros

## Posicionamientos

### Álbum
| Publicación          | País          | Lista                                                          | Año  | Puesto |
| -------------------- | ------------- | -------------------------------------------------------------- | ---- | ------ |
| Alborde              | EUA           | Los 250 mejores álbumes de rock iberoamericano según Al Borde. | 2006 | 9      |
| Rock en las Américas | Latinoamérica | 50 años de rock hispanoamericano en 250 álbumes                | 2006 | 11     |
| Radiónica            | Colombia      | "Rock colombiano: 100 discos, 50 años"                         | 2013 | 16     |
| regioncuatro         | México        | "Los Mejores Discos del Rock en Español No Mexicanos"          | 2011 | 9      |

### Sencillos
| Publicación          | País          | Trabajo             | Lista                                               | Año  | Puesto |
| -------------------- | ------------- | ------------------- | --------------------------------------------------- | ---- | ------ |
| SateliteMusical      | Latinoamérica | "Bolero Falaz"      | Top 20 del Rock Latino                              | 2007 | 9°     |
| Alborde              | EUA           | "Bolero Falaz"      | 500 canciones del Rock Iberoamericano               | 2006 | 10°    |
| Alborde              | EUA           | "Florecita Rockera" | 500 canciones del Rock Iberoamericano               | 2006 | 127    |
| Rock en las Américas | Latinoamérica | "Bolero Falaz"      | Las 120 mejores canciones del rock hispanoamericano | 2009 | 7°     |
| Rock en las Américas | Latinoamérica | "Florecita Rockera" | Las 120 mejores canciones del rock hispanoamericano | 2009 | 18°    |
| Subterránica         | Colombia      | "Bolero Falaz"      | Las 100 Mejores Canciones del Rock Colombiano       | 2011 | 19     |
| Subterránica         | Colombia      | "Florecita Rockera" | Las 100 Mejores Canciones del Rock Colombiano       | 2011 | 67     |
| AutopistaROCK        | Colombia      | "Bolero Falaz"      | Las 50 Canciones Más Grandes del Rock Colombiano    | 2014 | 1º     |
| Rolling Stone        | Colombia      | "Bolero Falaz"      | 50 Grandes Canciones Colombianas                    | 2014 | 1º     |